# Venus
För andra betydelser, se Venus (olika betydelser).
Venus (symbol: ♀) är den andra planeten i solsystemet från solen räknat och den är nästan lika stor som jorden. 
Då Venus rör sig runt sin egen axel i motsatt riktning mot rörelsen runt solen så kan man säga att den roterar baklänges, vilket endast Venus och Uranus gör. 
Venus är den enda planeten i hela solsystemet vars dygn är längre än dess år eftersom Venus snurrar ett varv runt solen på 225 jorddygn men behöver hela 243 jorddygn för att rotera ett enda varv runt sin egen axel. 
Liksom de övriga sedan antiken kända planeterna (från Merkurius ut till Saturnus) namngavs Venus av grekerna. Den fick namn efter deras kärleksgudinna Afrodite, och liksom för övriga planeter togs systemet över av romarna vars namn sedan ärvts. Deras kärleksgudinna hette Venus. Planeten har varit känd långt före antiken och haft olika namn i olika kulturer. Eftersom den främst ses i samband med solnedgång och soluppgång kallas den för aftonstjärnan respektive morgonstjärnan på flera olika språk. Venus är också den himlakropp som syns bäst på himlavalvet, efter solen och månen.
Planeten är molnbeklädd med en atmosfär i huvudsak bestående av koldioxid, men även mindre delar kväve, svaveldioxid och vattenånga ingår. Detta gör planeten mycket varm och mycket ogästvänlig för liv, åtminstone i de former vi känner till från jorden. Eftersom planeten är nästan lika stor som jorden brukar den ibland också kallas för jordens systerplanet.
Venus tillsammans med Merkurius är de enda planeterna i solsystemet som saknar månar.

## Venuspassager
En venuspassage innebär att Venus i sin bana passerar mitt emellan solen och jorden. Planeten kan då observeras som en svart prick på solskivan. Venuspassager är sällsynta och inträffar i ett mönster som upprepas vart 243:e år, med två passager med 8 års mellanrum separerade av tidsintervall på 121,5 respektive 105,5 år. De senaste venuspassagerna ägde rum 8 juni 2004 och 6 juni 2012. Nästa venuspassage inträffar 2117.
Venuspassager har haft betydelse för astronomin, bland annat för tidiga beräkningar av avståndet till solen.

## Inre struktur

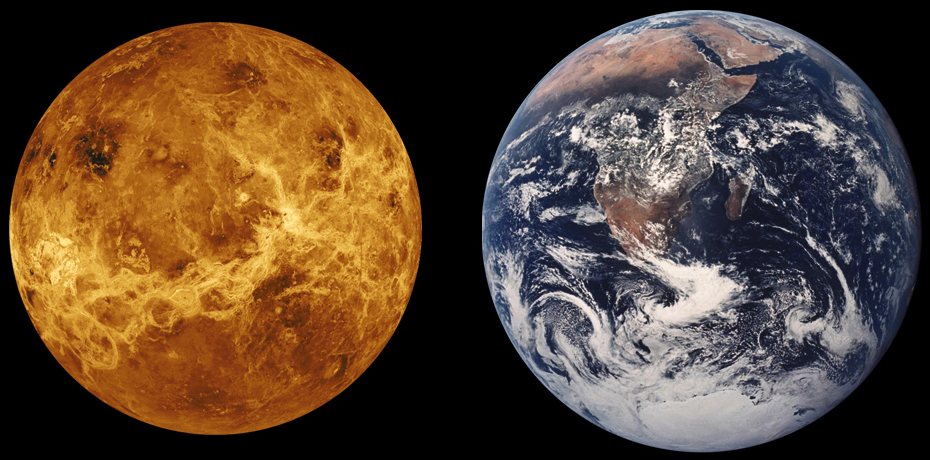
Venus storlek i förhållande till jordens

Venus inre är ganska likt jordens. Den yttre delen av Venus består huvudsakligen av ett fast skikt av berg som kallas skorpan och som är ungefär 40 km tjockt. Skorpan är full av kamrar med smält berg som kallas magma. Dessa magmakamrar matar vulkaner på ytan. Under skorpan finns manteln som är ungefär 3 000 km djup. Detta är ett ytterst hett område där halvsmält berg roterar som en tjock klibbig vätska. Berget i manteln transporterar värme till ytan genom konvektion, det förlopp där het materia stiger och kall sjunker. Överdelen av konvektionsströmmarna, där den heta materien är närmast ytan, kallas hetpunkter. Hetpunkterna åstadkommer de magmakamrar som matar vulkaner och de skjuter ibland upp hela skorpan och får marken att bukta ut. I Venus mitt finns kärnan, ett intensivt hett klot av smält metall, huvudsakligen nickel och järn. Kärnans temperatur hålls uppe på grund av trycket från Venus övre lager. Ingen vet säkert om kärnan är flytande eller fast eller bara delvis fast som jordens. De flesta teorierna om Venus inre kommer från jämförelser med jorden. Man tror att Venus och jorden bildats på liknande sätt och i samma del av solsystemet, så den materia som planeterna består av bör vara ungefär samma.

## Atmosfär
Venus har en atmosfär som främst består av koldioxid samt lite kväve. Den har ett tryck vid ytan som är ungefär 90 gånger större än trycket på jorden (motsvarar ungefär trycket på en kilometers djup i en ocean på jorden). Den stora CO2-rika atmosfären tillsammans med det oerhört höga atmosfärstrycket resulterar i en stark växthuseffekt som höjer yttemperaturen till ungefär 400 °C mer än vad den skulle varit i annat fall, vilket gör att yttemperaturen kan nå 500 °C. Detta gör Venus yta varmare än Merkurius, trots att Venus ligger nästan dubbelt så långt från solen.
Det är möjligt att Venus en gång i tiden hade lika mycket flytande vatten som jorden. För fyra miljarder år sedan utstrålade inte solen lika mycket värme men i takt med att värmen ökade avdunstade vattnets koldioxid till atmosfären och koldioxiden gjorde att värmen på planetens yta steg ytterligare tills oceanerna helt hade avdunstat. När rymdsonden Magellan utforskade planeten fanns det förhoppningar att man skulle upptäcka spår av uttorkade floder eller andra tecken på att det funnits vatten men några sådana upptäcktes aldrig. Om det har funnits vatten så har sådana spår försvunnit eftersom Venus fortfarande är vulkaniskt aktiv. I takt med att vattenånga avdunstade från haven förstördes också långsamt ångan av solens ultravioletta strålning och bildade väte och syre. Strålningen joniserade vätet och syret bands då istället till mineraler i marken som det första syret även gjorde på jorden. På grund av att Venus har en alltför långsam rotationshastighet runt sig, som exempel är jordens ekvatoriala rotationshastighet 465,1 m/s medan Venus bara är 1,81 m/s, genereras ej ett magnetfält som kan hålla kvar det joniserade vätet i atmosfären utan det förs efterhand istället ut i rymden av solvinden.

## Yta

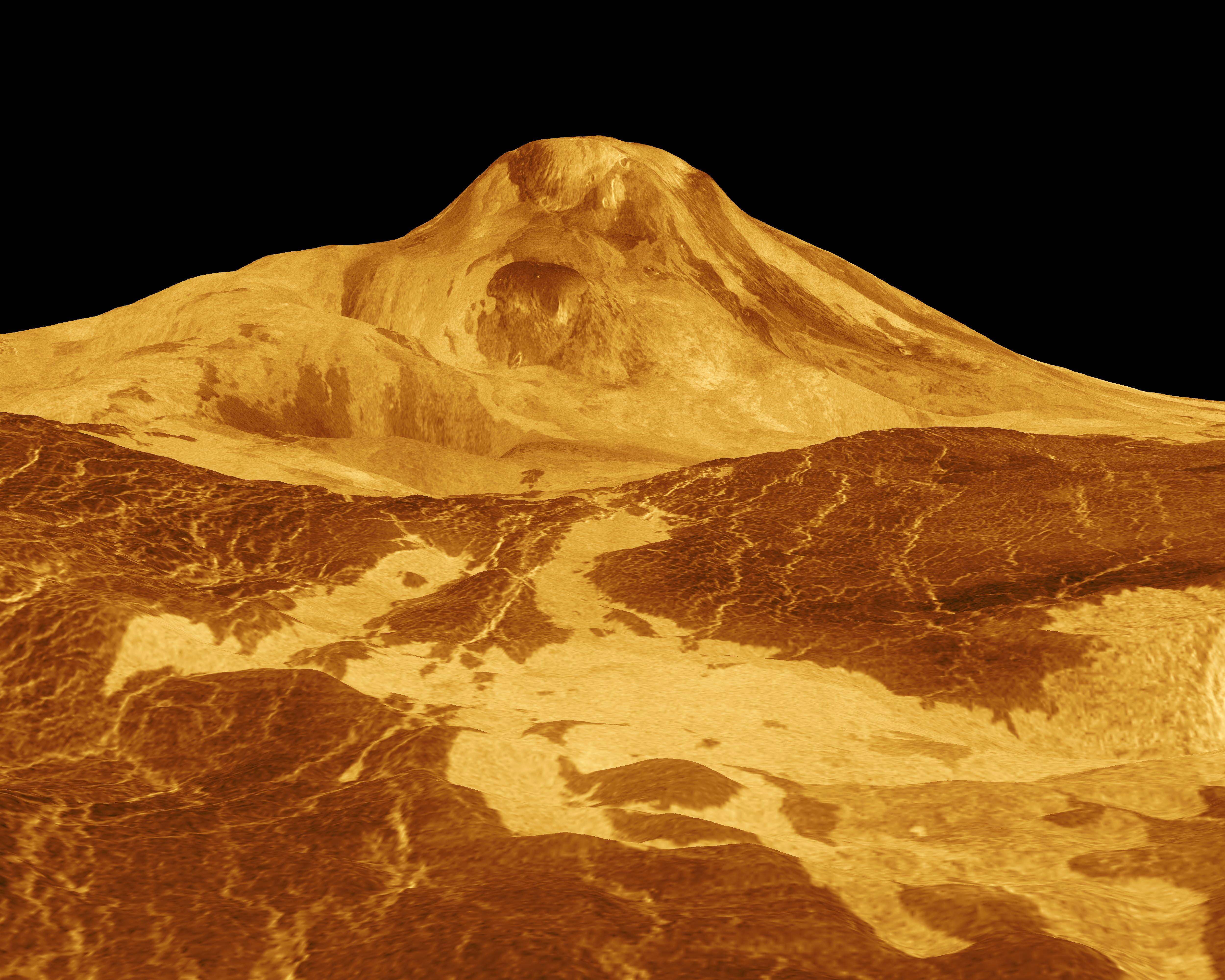
En 3D-bild av Venus yta

Venus yta domineras av stora slätter. Det finns också ett flertal breda fördjupningar, till exempel Atalanta Planitia, Guinevere Planitia och Lavinia Planitia. Det finns två stora högländer, Ishtar Terra i den norra hemisfären (ungefär lika stor som Australien) och Aphrodite Terra längs med ekvatorn (ungefär lika stor som Sydamerika). På Ishtar Terra finns en platå, Lakshmi Planum, vilken är omgiven av de högsta bergen på Venus inklusive det enorma Maxwell Montes. Data från Magellans bildradar visar att större delen av Venus yta är täckt av lavafloder. Det finns ett flertal större vulkaner (liknande de på Hawaii eller Olympus Mons) såsom Sif Mons. Nyligen offentliggjorda fynd tyder på att Venus fortfarande är vulkaniskt aktiv, men bara på några få platser. Under de senaste hundra miljoner åren har den varit aktiv. Det finns inga småkratrar på Venus: mindre meteoriter förintas i Venus täta atmosfär innan de kan slå ner. Kratrarna verkar uppträda i grupper, vilket tyder på att stora meteoriter bryts sönder innan de når ytan. De äldsta terrängerna på Venus verkar vara ca 800 miljoner år gamla. Vidsträckt vulkanism vid den tiden raderade det mesta av den tidigare ytan.

## Tidiga upptäckter
Då Venus är det starkast lysande föremålet på himlen efter solen och månen har den haft stor betydelse för många människor.
Venus har varit känd som både "Morgonstjärnan" och som "Aftonstjärnan", namn som antyder att planeten från början sågs som två olika objekt.
Även aboriginerna, som i övrigt inte är kända för sina astronomiska observationer, namngav Venus, under namnet Barnujbir, och det finns gamla ceremonier knutna till planeten.

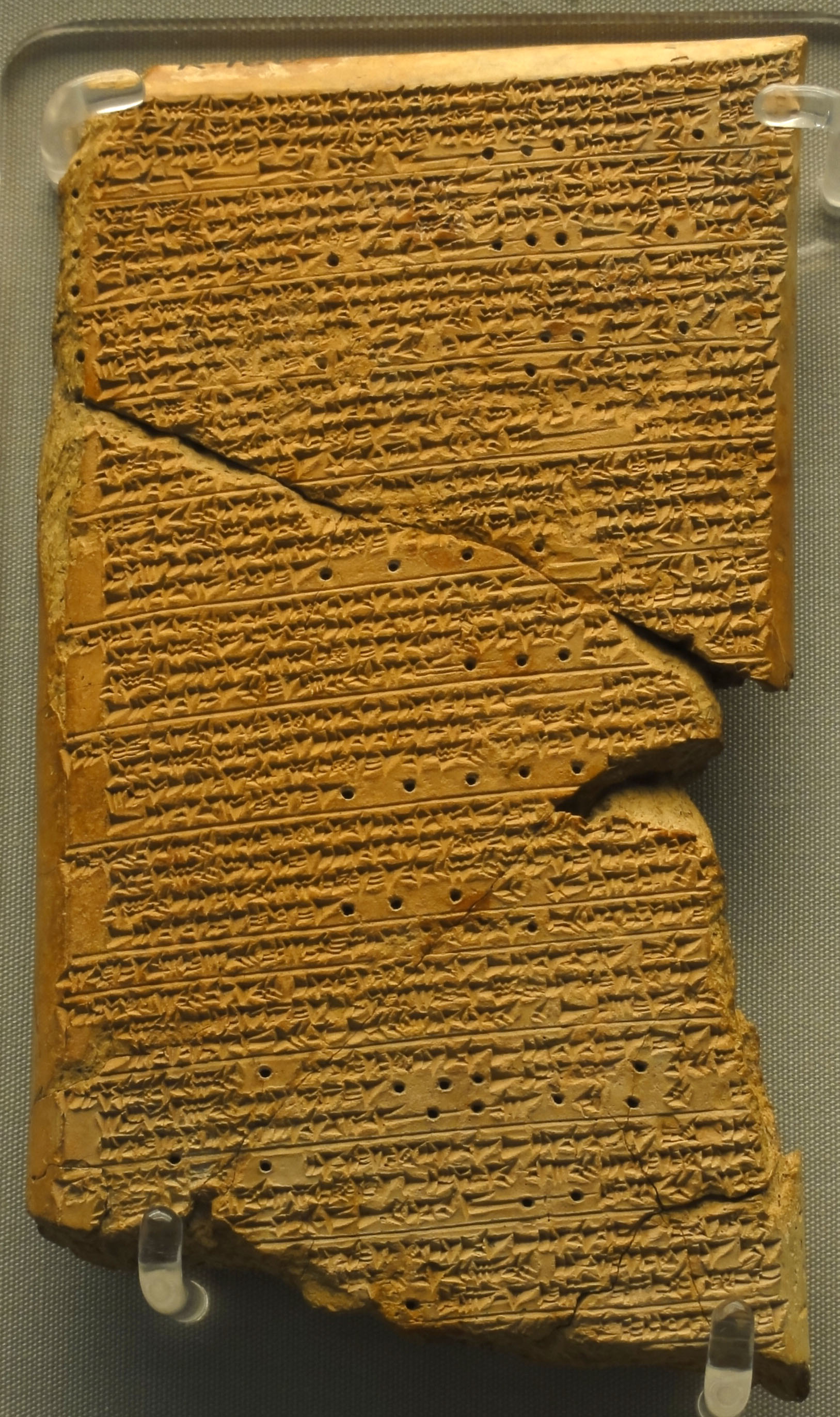
Ammisaduqas Venus-tavla, daterad 1581 f.Kr visar observationer som babyloniska astrologer gjort. Venus omnämns som Nin-dar-an-na

Den första astronomiska anteckningen om Venus kommer från Babylonien, under kung Ammisaduqas regeringstid (mellan 1646 f.Kr. och 1626 f.Kr).
Venustavlan från Ammisaduqa, daterad 1581 f.Kr. visar att babylonierna förstod att Morgonstjärnan och Aftonstjärnan var samma objekt. På tavlan kallas Venus Nin-dar-an-na, vilket betyder "den ljusa drottningen på himlen". Några hundra år senare hade astrologerna även fått klart för sig att Venus fullbordar fem synodiska omlopp om 584 dygn på åtta tropiska år.
Grekerna såg Venus som två olika stjärnor, Phosphoros ("ljusbringaren") och Hesperos , fram till Pythagoras vid 600-talet f.Kr.
Mayakulturens skickliga stjärntydare kände väl till Venus rörelser på himlvalvet. Deras Dresden Codex avslöjar att de inte bara kände till att 5x584 = 8x365 dygn, utan även att 65x584 = 104x365 dygn, vilket även passade in på 146 av deras jordbrukskalenders 260 dygnsperioder.
Romarna såg Venus på morgonen som Lucifer, vilket betyder "Ljusbringaren" och Venus på kvällen som Vesper. Nordmännen kallade den för Friggjarstjærna, efter Frigg.
Den första dokumenterade Venuspassagen gjordes av Jeremiah Horrocks den 4 december 1639 (24 november enligt den julianska kalender som var i bruk) tillsammans med hans vän William Crabtree

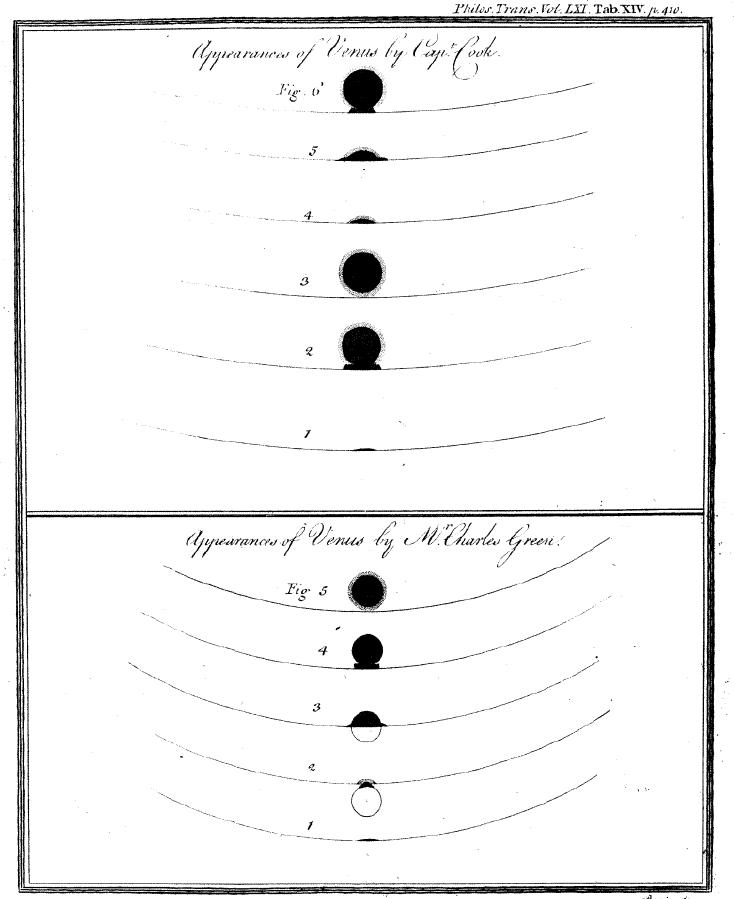
Venuspassagen 1769.

Det finns också uppgifter att en Venuspassage skulle ha observerats redan 1032 av den persiske astronomen Avicenna. Han ska då ha dragit slutsatsen av Venus var närmare jorden än solen.
På 1100-talet ska den andalusiske astronomen Ibn Bajjah ha observerat "två planeter som svarta fläckar mot solen", som senare konstaterades vara Merkurius- och Venuspassager.

### Studier med teleskop
Galileo Galilei studerade Venus med sina teleskop och såg att dess faser motsvarade månens. Det blev ett av hans argument till varför Kopernikus modell av solsystemet var bättre än Ptolemaios. Varken Galilei eller Christiaan Huygens några årtionden senare kunde se några strukturer. Den första som gjorde anspråk på att se några strukturer på Venus var en italiensk amatörastronom, Francesco Fontana; vad han såg var dock enbart optiska effekter från hans teleskop. Även Giovanni Domenico Cassini ansåg sig se strukturer och mätte från dem upp en rotationstid på 23 timmar och 21 minuter. Det är dock tveksamt om han såg några reella strukturer. Det samma gäller för observation gjorda under de följande århundradena, då planetens molntäcke döljer planetens yta. Många astronomer försökte mäta planetens rotationstid, med varierande resultat, ofta i storleksordningen 24 timmar.
Förutom att se strukturer på planeten trodde sig Fontana och Cassini även ha sett en måne. De följdes i mitten av 1700-talet av andra, men efter 1764 skedde inga nya observationer av någon måne.
Genom att studera Venus passage framför solen 1761 kom den ryske vetenskapsmannen Michail Lomonosov fram till att planeten hade en atmosfär som var minst lika omfattande som jordens. Några årtionden senare kom Johann Hieronymus Schröter att finna flera belägg för dess atmosfär.
Percival Lowell publicerade 1897 teckningar av kanaler på Venus precis som de han sett på Mars, de fick dock ett mer kyligt mottagande, beroende på svårigheterna att se strukturer på Venus på grund av dess atmosfär.

### Studier med nya optiska hjälpmedel
De första spektroskopiska studierna av högre kvalitet blev gjorda av amerikanska astronomer 1932 och visade bland annat att atmosfären i huvudsak innehöll koldioxid. Planeten studerades med radar för första gången 1961.
Misslyckade försök att spektroskopiskt mäta rotationstiden genom att se dopplereffekten visade att rotationstiden måste vara lång. Genom att fotografera i den ultravioletta delen av spektrumet kunde F E Ross se molntäcket. Andra mätningar visade att temperaturen i de övre molnlagren var låg (ungefär -35 °C) och atmosfären var så tjock att lufttrycket på planetens yta borde vara ungefär 90 gånger det på jorden.

### Rymdsonder

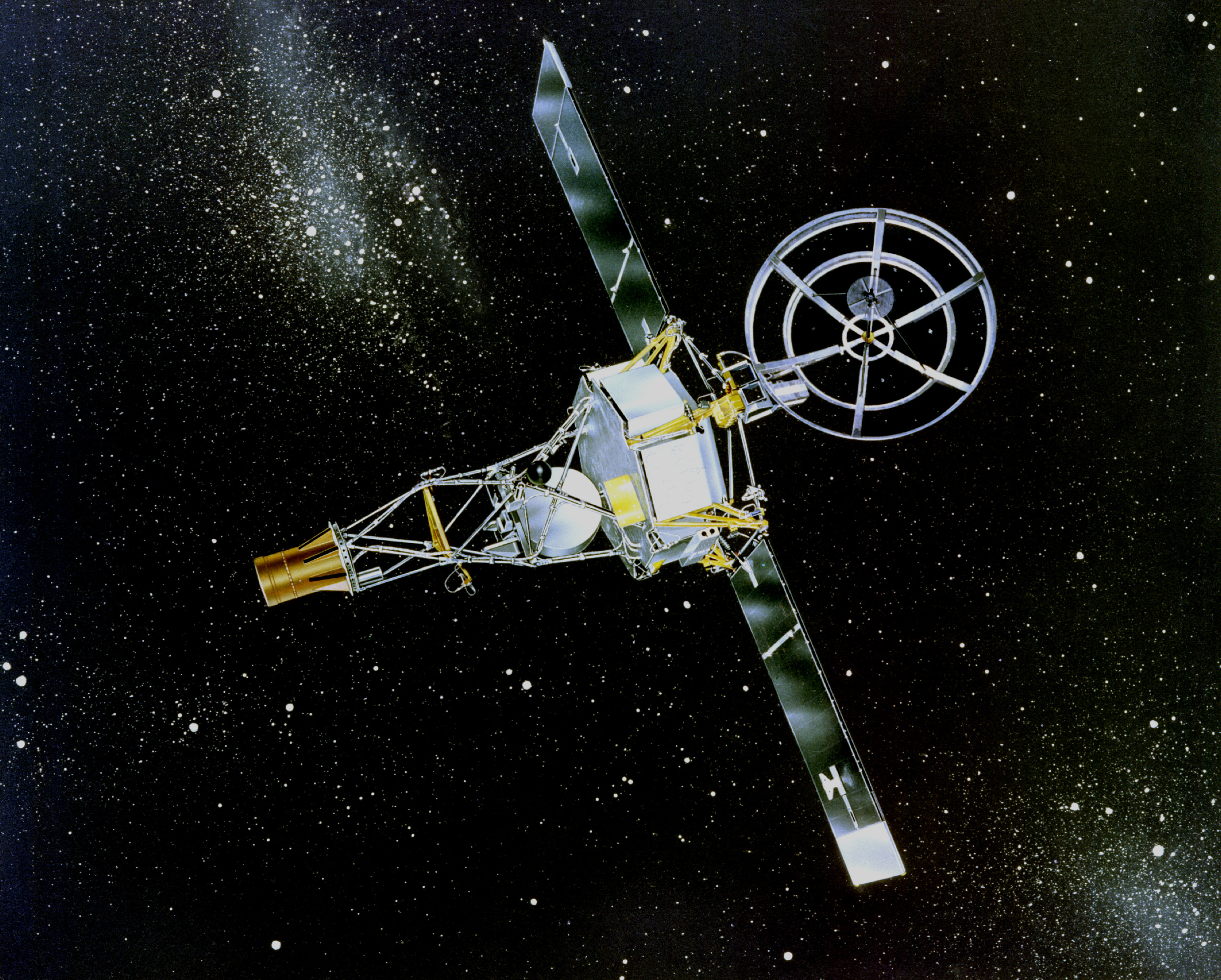
Mariner 2

Den första rymdsonden som försökte nå Venus var Venera 1 som sändes iväg i februari 1961 av Sovjetunionen. Astronomerna förlorade dock snart kontakten med farkosten. Även den amerikanska sonden Mariner 1 misslyckades med att nå sitt mål.
Den första rymdsonden som verkligen nådde Venus var Mariner 2. Den passerade planeten 14 december 1962 på ett avstånd av drygt 30 000 kilometer. De mätresultat som sonden sände tillbaka visade att yttemperaturen är omkring 430 °C. De visade också att planeten inte har något mätbart magnetfält och att dess rotationstid är mycket lång, 243 jorddagar. Sonden upptäckte att Venus atmosfär är giftig och består av koldioxid med inslag av svavelsyra. På ytan är lufttrycket 100 gånger större än på jorden. Detta omkullkastade slutligen teorin om att Venus skulle ha ett klimat liknande den förhistoriska Jorden under sina  moln eftersom man nu kunde konstatera att Venus atmosfär inte kunde upprätthålla liv så som det är känt på Jorden.
De följande sovjetiska försöken att sända rymdsonder till Venus, Venera 2 och Zond 1, var misslyckade. Inte heller Venera 3 lyckades sända tillbaka några data, men ska enligt ryska astronomer ha kraschlandat på planeten, och därigenom blivit den första rymdsonden som landade på planeten.
Venera 4 lyckades 1967 till skillnad från sina föregångare med att uppnå de flesta av de mål som hade satts upp. Den nådde Venus och sände ner en kapsel som landade i Eistla Regio, dock utan att sända tillbaka några data efter att den hade landat. Samma år passerade Mariner 5 Venus på omkring 4 000 kilometers avstånd.
Venera 5 och Venera 6 var misslyckade försök att landa rymdkapslar på Venus, medan Venera 7 år 1970 lyckades landa i Navka Planitia och sända tillbaka data i 23 minuter. Två år senare landade Venera 8 på samma plats och sände tillbaka data under 50 minuter. Den mätte upp låga vindhastigheter. Mariner 10 passerade Venus på omkring 5 768 kilometers avstånd på sin väg till Merkurius.
Venera 9 och Venera 10 var liksom sina föregångare försök att landa kapslar på Venus. De nådde Venus i oktober 1975. De var lyckade och tog bilder i hög kvalitet av planetytan. Bilderna visade en stenig yta utan tydliga tecken på erosion, vilket hade kunnat tyda på förekomst av vätska. Venera 9 mätte temperaturen till 480 °C och inom en timme hade sonden upphört att fungera. Tre dagar senare landade Venera 10 och de två fotona från dessa sonder är de enda bilder som finns från Venus yta. Venera 11 och Venera 12 var mer utvecklade rymdsonder av samma typ. De nådde Venus 1978 och sände tillbaka data, men misslyckades dock att sända tillbaka TV-bilder från ytan. USA sände samma år iväg Pioneer 12 och Pioneer 13, även kända som Pioneer Venus 1 och Pioneer Venus 2. Pioneer 12 gick i omloppsbana runt planeten fram till 1992. Pioneer innehöll fyra landare som landade i Beta Regio, Ishtar Regio, Themis Regio och norr om Aino Planitia. Båda sonderna var lyckade och sände tillbaka mycket data, bland annat om atmosfärens sammansättning.

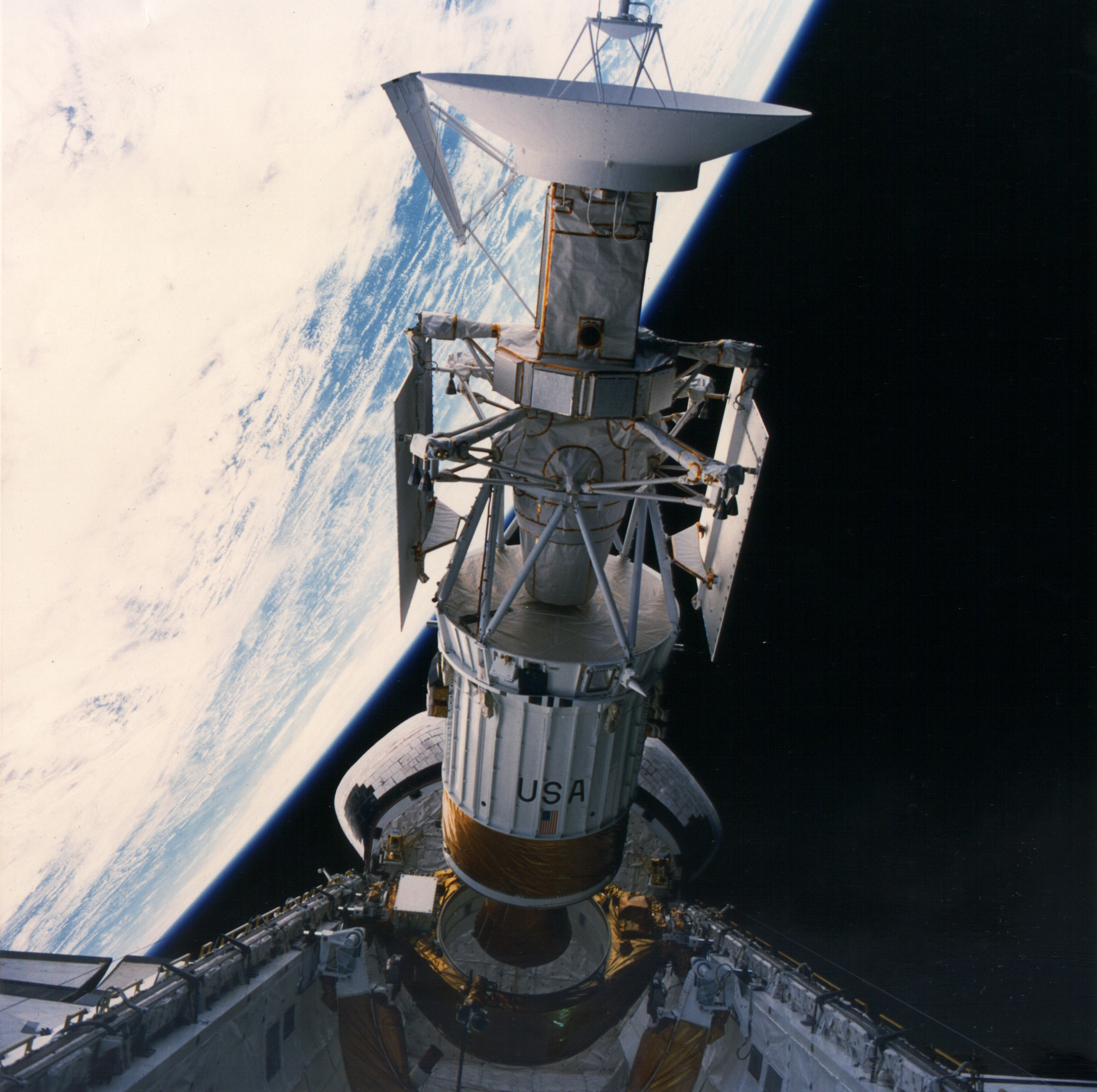
Magellan när den släpps från rymdfärjan

Venera 13 och Venera 14, som nådde Venus 1981, bestod bägge av en satellit i omloppsbana och en landare. De gjorde de första undersökningarna av markens innehåll. Vega 1 och Vega 2 var sovjetiska rymdsonder som passerade Venus på väg till Halleys komet och passerade Venus i juni 1985. De hade med sig varsin landare som i sin tur hade med sig varsin ballong som sände tillbaka temperatur- och vindhastighetsdata.
Den amerikanska rymdsonden Magellan gick i omloppsbana runt Venus mellan augusti 1990 och oktober 1994. Den kartlade planeten i större omfattning än någonsin tidigare. Totalt kartlade den 98 % av planetens yta. Under 1990-talet passerade Galileo och Cassini planeten på väg till Jupiter respektive Saturnus.
Sonden Venus Express gick in i omloppsbana kring Venus den 11 april 2006. Den tillhör ESA, europeiska rymdstyrelsen, och sköts upp från Kazakstan den 9 november 2005.

## Skönlitteratur
På Venus ligger flera av stjärnflottans träningsanläggningar i det fiktiva Star Trek-universumet och Venus nämns i Arthur C. Clarkes 3001 - Den sista resan. Det är även här som upptakten till Frederik Pohls böcker om Stjärnporten äger rum.
I de två science fiction-romanernaVärlden och Noll-A och Spelarna och Noll-A av A.E. van Vogt är Venus koloniserad av det utopiska folket Noll-A.